# Lonchura fringilloides
La nonnetta maggiore (Lonchura fringilloides (Lafresnaye, 1835)) è un uccello passeriforme appartenente alla famiglia degli Estrildidi.

## Distribuzione e habitat
Questo uccello vive in un ampio areale che parte dal Senegal meridionale ed abbraccia l'Africa centrale e gran parte dell'Africa sub-sahariana fino all'Angola e al Mozambico, dove abita le aree cespugliose e di boscaglia e foresta secondaria con presenza di radure erbose più o meno estese, oltre alla foresta a galleria sul limitare dei corsi d'acqua e alle foreste di bambù ad altitudini comprese tra i 1000 e 2000 metri. Pur essendo più timida rispetto alle altre specie di nonnetta e non spingendosi mai nei centri abitati, la nonnetta maggiore colonizza anche le aree coltivate e le risaie, specialmente nella porzione occidentale del proprio areale.

## Descrizione

### Dimensioni
Come intuibile dal nome comune, la nonnetta maggiore è la specie più grande di munia africana, pur raggiungendo solo i 12-14 cm di lunghezza, compresa la coda (che misura circa 4 cm) per un'apertura alare che raggiunge i 13 cm.

### Aspetto

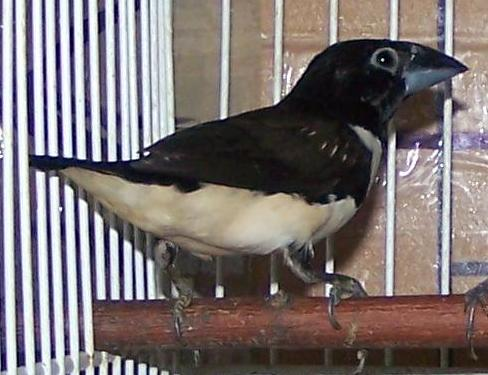
Una nonnetta maggiore in cattività.

Si tratta di un uccello dall'aspetto robusto ma slanciato, con una grossa testa ed un caratteristico becco spesso ma di forma allungata, che assieme alla colorazione bianca e nera le conferiscono un aspetto vagamente simile a quello di una gazza.

La livrea, come già accennato, è nera su testa, collo coda, codione e fianchi, mentre il dorso e le ali appaiono leggermente più chiari e di colore bruno-olivaceo: il petto, il ventre ed il sottocoda sono invece di colore biancastro con sfumature giallo-arancio più pronunciate nella zona del basso ventre, mentre gli occhi sono di colore bruno scuro, il becco è grigio-nerastro superiormente e grigio-bluastro inferiormente e le zampe sono carnicino-nerastre.

## Biologia
Si tratta di uccelli dalle abitudini diurne, che durante il giorno si muovono in gruppetti familiari di una decina d'individui (spesso accompagnandosi a nonnette comuni e nonnette bicolori): rispetto alle altre munie ha abitudini meno strettamente terricole e passa la maggior parte del proprio tempo fra i cespugli e gli steli d'erba alla ricerca di cibo, rifugiandosi poi durante la notte in grossi nidi comuni fra i canneti.

### Alimentazione
La nonnetta maggiore ha una dieta principalmente granivora, spezzando e nutrendosi di una grande varietà di piccoli semi di graminacee, riso e bambù: questi uccelli integrano inoltre la propria dieta con bacche, frutti, germogli e piccoli insetti volanti.

### Riproduzione
La stagione degli amori è strettamente correlata alle condizioni climatiche: in aree in cui vi è una stagione delle piogge il periodo degli accoppiamenti coincide con la fase finale di quest'ultima, mentre in aree dove il clima si mantiene mite durante tutto l'anno (come l'Africa centrale) possono essere osservate coppie nidificanti in qualsiasi periodo.

Il nido viene costruito da entrambi i partner  a 3-6 metri d'altezza dal suolo, utilizzando rametti, steli d'erba ed altro materiale fibroso di origine vegetale che vengono intrecciati a formare una struttura grossolana di forma sferica: al suo interno la femmina depone 3-8 uova bianche che vengono covate da ambo i sessi per 13 giorni circa. I nidiacei sono ciechi ed implumi alla schiusa, e vengono accuditi da ambedue i genitori, che li individuano nel nido grazie ai caratteristici disegni a forma di doppio ferro di cavallo  situati sul palato; essi sono pronti per l'involo a tre settimane dalla schiusa, tuttavia tendono a restare nei pressi del nido (tornandovi a dormire coi denitori durante la notte e chiedendo loro sporadicamente l'imbeccata) per altre tre settimane circa prima di allontanarsene definitivamente. La muta del piumaggio giovanile in quello definitivo comincia attorno al terzo mese di vita.